# 발터 콜

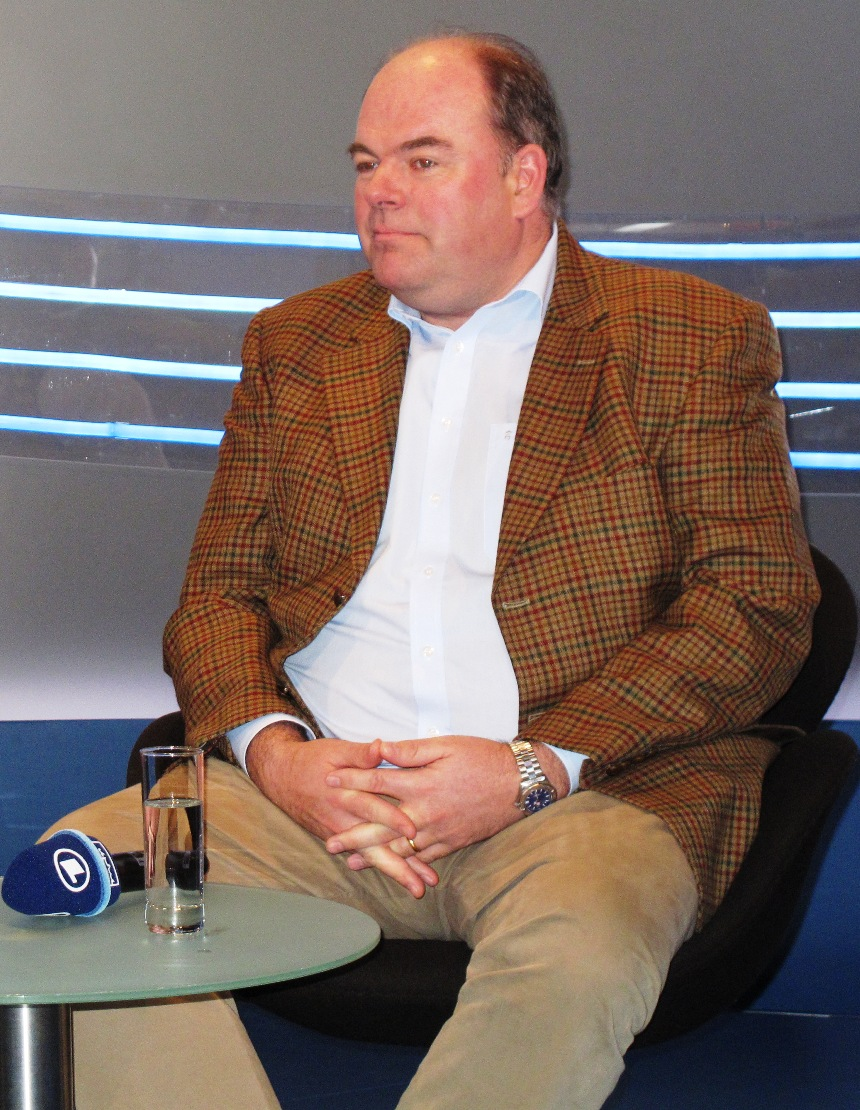
2011년의 콜

발터 콜(독일어: Walter Kohl, 1963년 7월 16일 ~ )은 독일의 재무분석가, 사업가, 저자이다. 그는 전 독일 수상 헬무트 콜과 하넬로레 콜의 두 아들 중 형이며, 페터 콜의 형이다.
발터 콜은 이전에 유네스코 기업가정신 및 문화간 관리 위원장인 크리스티네 포크만 교수와 결혼했다. 그들 사이에는 CDU의 정치 활동을 하고 있는 요하네스 포크만이라는 아들이 있다. 발터 콜은 한국 태생의 경숙 콜(혼전성 황)과 두번째로 결혼했다.
군 복무 후, 그는 1985년부터 1989년까지 하버드 대학교에 다녔다. 그는 예술 학사와 함께 졸업을 했고 경제학과 역사학을 전공했다. 1990년에 그는 비엔나 (Vienna) 대학에서 경제학 석사 학위를 취득했다. 그는 이어서 모건스탠리의 뉴욕시 사무소에서 석유와 가스 산업과 자본 시장에 초점을 맞춘 금융 분석가로 일했다. 1993년에 그는 프랑스 INSEAD에서 MBA를 취득했다. 그는 1994년에 독일로 돌아왔다. 1999년에 그는 아버지 헬무트 콜과 함께 컨설팅 회사를 설립했다. 그가 두 번째 부인인 콜 앤 황과 함께 회사를 설립한 2005년에 협력은 끝났다.
2011년에 그는 그의 가족에 관한 책을 출판하여 많은 언론의 관심을 받았고 독일에서 베스트셀러가 되었다. 그의 두 번째 책은 2013년에 출판되었다. 2019년에 그는 독일 기독교 민주연합에 가입하여 2020년 2월에 그의 첫 정치 서적을 출판했다.

## 참고 문헌
- Leben oder gelebt werden: Schritte auf dem Weg zur Versöhnung. Integral Verlag, München 2011, ISBN 978-3-7787-9204-9.
- Leben was du fühlst. Von der Freiheit, glücklich zu sein. Der Weg der Versöhnung. Scorpio, Berlin/München 2013, ISBN 978-3-943416-00-8.
- with Anselm Grün: Was uns wirklich trägt. Über gelingendes Leben. Herder, Freiburg im Breisgau 2014, ISBN 978-3-451-33292-0.
- Welche Zukunft wollen wir? Mein Plädoyer für eine Politik von Morgen. Herder, Freiburg im Breisgau 2020, ISBN 978-3-451-38463-9.